# Catherine Nobbe
Catherine Nobbe, nacida Siebert (Kragenhof, Kassel, 17 de diciembre de 1830 - 27 de diciembre de 1886) fue una profesora de música alemana y desarrolló un sistema de taquigrafía para el idioma alemán. Catherine Nobbe es, junto con Sophie Scott, la única inventora conocida de un sistema de taquigrafía alemán y, por lo tanto, entró en la historia de la taquigrafía.

## Biografía
Catherine Siebert nació en 1831 en Kragenhof, enclave de Kassel, como la hija mayor del terrateniente Siebert. Cuando tenía cinco años, sus padres murieron. Tras la muerte de sus padres, sus familiares la criaron en Kassel y le permitieron asistir a una escuela privada. En 1852 se casó con el maestro panadero Wilhelm Nobbe en Rinteln del Weser. Después de doce años murió su marido y unos años más tarde también murió su único hijo. A partir de ese momento, dio clases de música. El 27 de diciembre de 1886 murió Catherine Nobbe presumiblemente en Rinteln, donde se mantuvo afincada.

## Trabajo en el campo de la taquigrafía
Catherine Nobbe trabajó intensamente con la taquigrafía durante catorce años, especialmente durante su época como profesora de música. Desarrolló su propio sistema de taquigrafía y escribió en su prefacio el 17 de noviembre de 1885: «Habría sido mejor si hubiera esperado un poco más para publicarlo, en parte para mejorarlo aún más mediante una práctica personal más prolongada, y en parte para poder escribir tan rápido como ningún otro sistema permite; pero Dios puede pronto fijar una meta para una vida...». Catherine Nobbe parecía tener una premonición de muerte cuando escribió este prólogo. Su libro de texto fue anunciado a finales de 1886 en un suplemento de un periódico musical de Colonia al precio de 6 marcos.
El libro de texto constaba de un total de 118 páginas. El prefacio constaba de siete páginas; El día seis se presentó el sistema de Nobbe con explicaciones. La mayor parte del libro consistía en ejercicios de escritura y lectura. Los ejercicios de lectura y escritura en el libro de texto de Nobbe son de la Biblia. Catherine Nobbe escribe en el prefacio de su libro de taquigrafía: «Utilicé la Biblia para mi propia práctica porque no me apetecía estudiar ningún otro libro con tanta profundidad. Ahora la he conservado como el libro más adecuado para la enseñanza, porque estudiarla solo puede traer bendiciones y porque se puede encontrar en todos los hogares».
La inventora del sistema de taquigrafía, Catherine Nobbe, utilizó los cinco pentagramas como reglas estenográficas, algo obvio para un profesor de piano. La vocal que sigue a una consonante en su sistema de taquigrafía se representaba simbólicamente en el orden a, e, i, o, u en el siguiente signo consonántico por la posición de abajo hacia arriba en la lineación. La ortografía e indicación de diéresis, sonidos dobles, etc. Fue aclarado por varias reglas.
La hermana de Catherine Nobbe dominaba este sistema y se comunicaba con ella mediante taquigrafía. Según su hermana, la propia inventora del sistema escribía unas 110 sílabas por minuto con su propio sistema de taquigrafía.
Catherine Nobbe consideró que el sistema de taquigrafía que había desarrollado era adecuado para idiomas extranjeros. Es muy probable que Catherine Nobbe estuviera familiarizada con otros sistemas de taquigrafía. En su prefacio, lo insinuó: «El ingenio masculino aún no ha logrado presentar el asunto con tanta sencillez que todos puedan disfrutar del beneficio de escribir con rapidez. Ahora el Señor Dios se lo ha dado a una mujer que no es nada erudita, no, a una mujer sencilla...». Al final de su prefacio escribe: «Quizás hubiera sido bueno que hubiera esperado un poco más para publicar, en parte para poder escribir yo misma tan rápidamente como no es posible con ningún otro sistema; pero el buen Dios puede poner fin rápidamente a una vida, y no quisiera, si es la voluntad de Dios, llevarme conmigo lo que me ha dado, y lo que me ha costado tanto esfuerzo y diligencia, sino más bien entregarlo a la humanidad, como espero en Dios, como una bendición».
El deseo de Catherine Nobbe no se hizo realidad. Su sistema no tuvo mayor impacto en el futuro desarrollo y aplicación de la estenografía.